# Janambre Indijanci
Janambre (Xanambre), indijanski narod iz jugozapadnog Tamaulipasa, Coahuile i Nuevo Leóna u Meksiku. Njihovo jezično porijeklo nije točno utvrđeno i ponekad sa se Pisone Indijancima klasificiraju u posebnu porodicu Janambrian. Meksički jezikoslovac Orozco y Berra (1864) njih i Pisone (Pisón) smatra različitim od ostalih plemena iz Tamaulipasa. Swanton misli da bi mogli biti porijeklom od Tamaulipeca, ili pak u vezi s plemenima Pame i Otomi. 
U 17. stoljeću pružaju žestok otpor Španjolcima i konstantno su u neprijateljstvu i ratovima s kolonistima koji pokušavaju doći na područje "Tamatán"a (kod današnjeg grada Mante. Nestali su.

## Vanjske poveznice
- History of the New Kingdom of Leon: Chapter 6  Arhivirana inačica izvorne stranice od 15. listopada 2006. (Wayback Machine)